# 細齒獸類
細齒獸科（学名：Miacidae）是古新世至始新世（約6500-3300萬年前）的原始肉食性動物。細齒獸類演化至現今肉食性的哺乳動物。
細齒獸類是細小像貂鼠的動物，身體及尾巴都很長。一些物種是棲息樹上的，其他的則生活在陸地。牠們可能吃無脊椎動物、蜥蜴、鳥類及細小的哺乳動物，如鼩鼱科及負鼠目等。牠們的牙齒及頭顱骨比現今的食肉目較少發育。牠們有裂齒，但沒有成骨的鼓泡。牠們像Cimolestes，故食肉目有可能是從與有蹄動物有關的食蟲動物演化而來。
細齒獸類可以分為兩類：有完整臼齒的miacine及有專門裂齒的viverravine。

## 分類
細齒獸類傳統上並非單系群的，而是側系群。過往細齒獸科及古靈貓科被分類在另一個已滅絕的細齒獸超科，細齒獸超科是食肉目及古食肉目的直系祖先。現時食肉目及細齒獸超科都一同編在食肉形類中，而細齒獸超科是其基底。一些小古貓屬的物種演化成現今的食肉目，但當中只有Miacis cognitus是真正肉食性的。
由細齒獸科變成食肉目是始新世中期及末期的大勢所趨。於始新世中期，約4200萬年前，食肉目從細齒獸類中分化出來。於6000萬年前古新世北美洲出現的古靈貓科亦相信是最早期的食肉目，但頭蓋形態的研究發現牠們是屬於食肉目。一些古生物學家認為古靈貓科是貓型總科的祖先，但卻備受質疑。
- †細齒獸科 Miacidae
  - 寨里犬属 Chailicyon
  - 始鼬属 Eogale
  - Eostictis
  - 纤犬属 Gracilocyon
  - Harpalodon
  - Pappidictops
  - Simamphicyon
  - 梅塞尔鼬属 Messelogale
  - 小古貓屬 Miacis
  - 中犬属 Miocyon
  - Oodectes
  - Palaearctonyx
  - 副小古猫属 Paramiacis
  - Paroodectes
  - Procynodictis
  - 原达福兽属 Prodaphaenus
  - 凯尔西鼬属 Quercygale
  - Tapocyon
  - 犹因塔犬属 Uintacyon
  - 雨犬属 Vassacyon
  - 擬狐獸屬 Vulpavus
  - 新喻兽属 Xinyuictis
  - Ziphacodon